# Kloster Sv. Joakim Osogovski

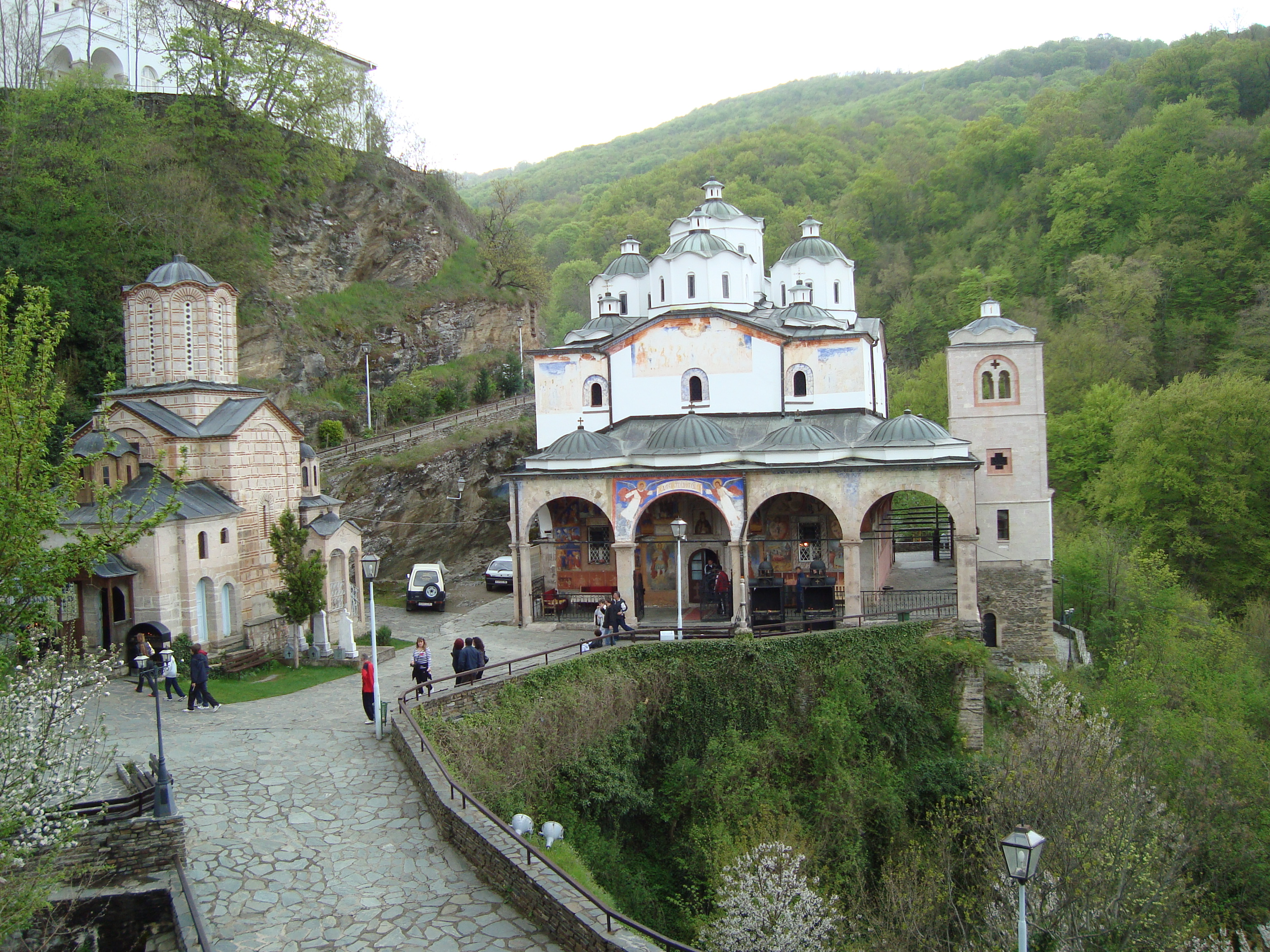
Kloster Sv. Joakim Osogovski 2011

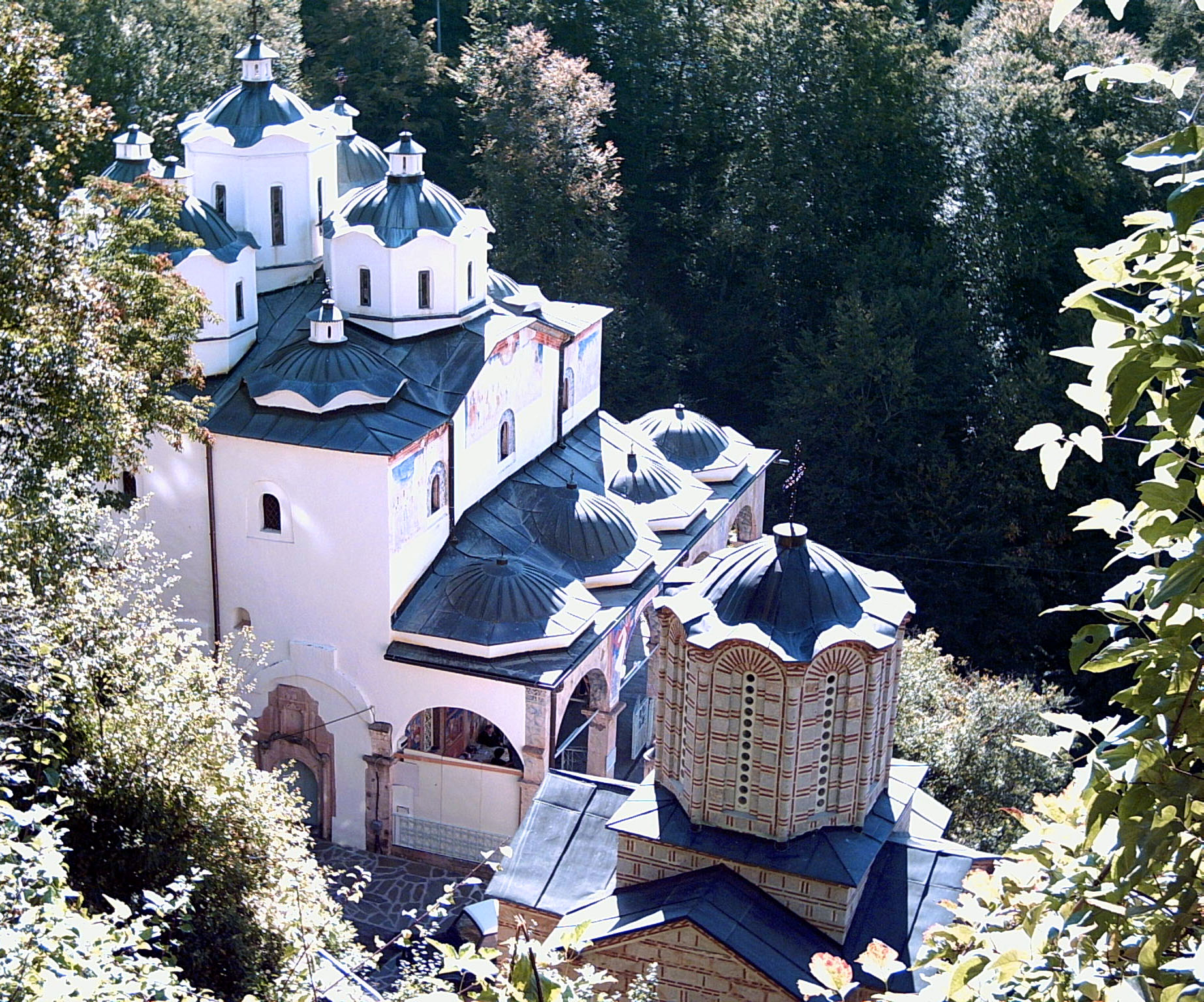
Kloster Sv. Joakim Osogovski 2006

Das Kloster Sveti Joakim Osogovski (mazedonisch: Manastir "Свети Јоаким Осоговски") ist ein Kloster drei Kilometer nordöstlich der Stadt Kriva Palanka. Es liegt im Osogowo-Gebirge, 825 Meter über dem Meeresspiegel und gehört zur Provinz Kriva Palanka.

## Geschichte
Die Geschichte des Komplexes begann im 12. Jahrhundert, als die Region um Osogovo dem Byzantinischen Reich angehörte. Der Heilige Joakim Osogovski lebte an diesem Ort als einsiedlerischer Mönch im 11. Jahrhundert. Die ältere und kleinere der beiden Klosterkirchen "Mala Bogorodica" wurde im 12. Jahrhundert erbaut und erlebte nach Bränden zweimal einen Wiederaufbau. Innerhalb der Kirche entspringt eine Quelle, die als heilig gilt. Es wird davon ausgegangen, dass schon der Heilige Joakim aus ihr trank. Von 1847 bis 1851 entstand die größere Klosterkirche Sv. Joakim Osogovski. Das Kloster ist auch wegen seiner außergewöhnlichen Fresken an den Außenwänden bekannt. Rechts neben dem Haupteingang der orthodoxen Kirche ist ein furchterregendes Höllenszenario dargestellt: Brennende Menschen, entstellte, gequälte Tiere, ein Dorf in Flammen.

## Galerie

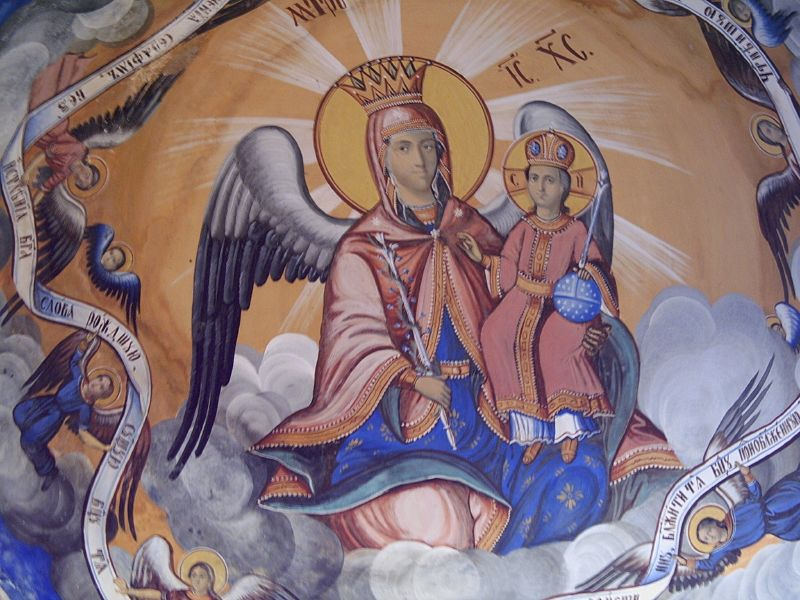
Innenfresko
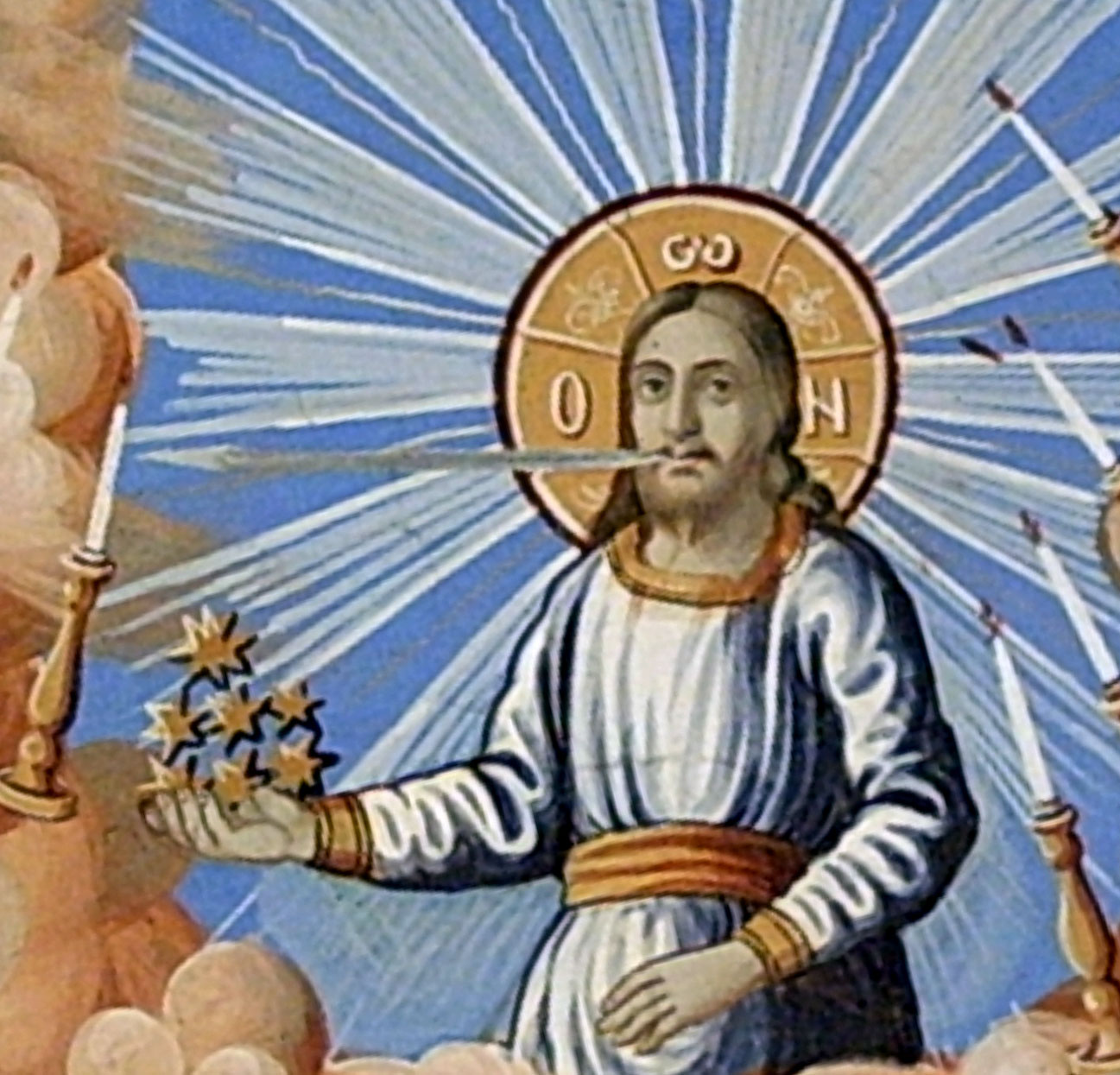
Innenfresko
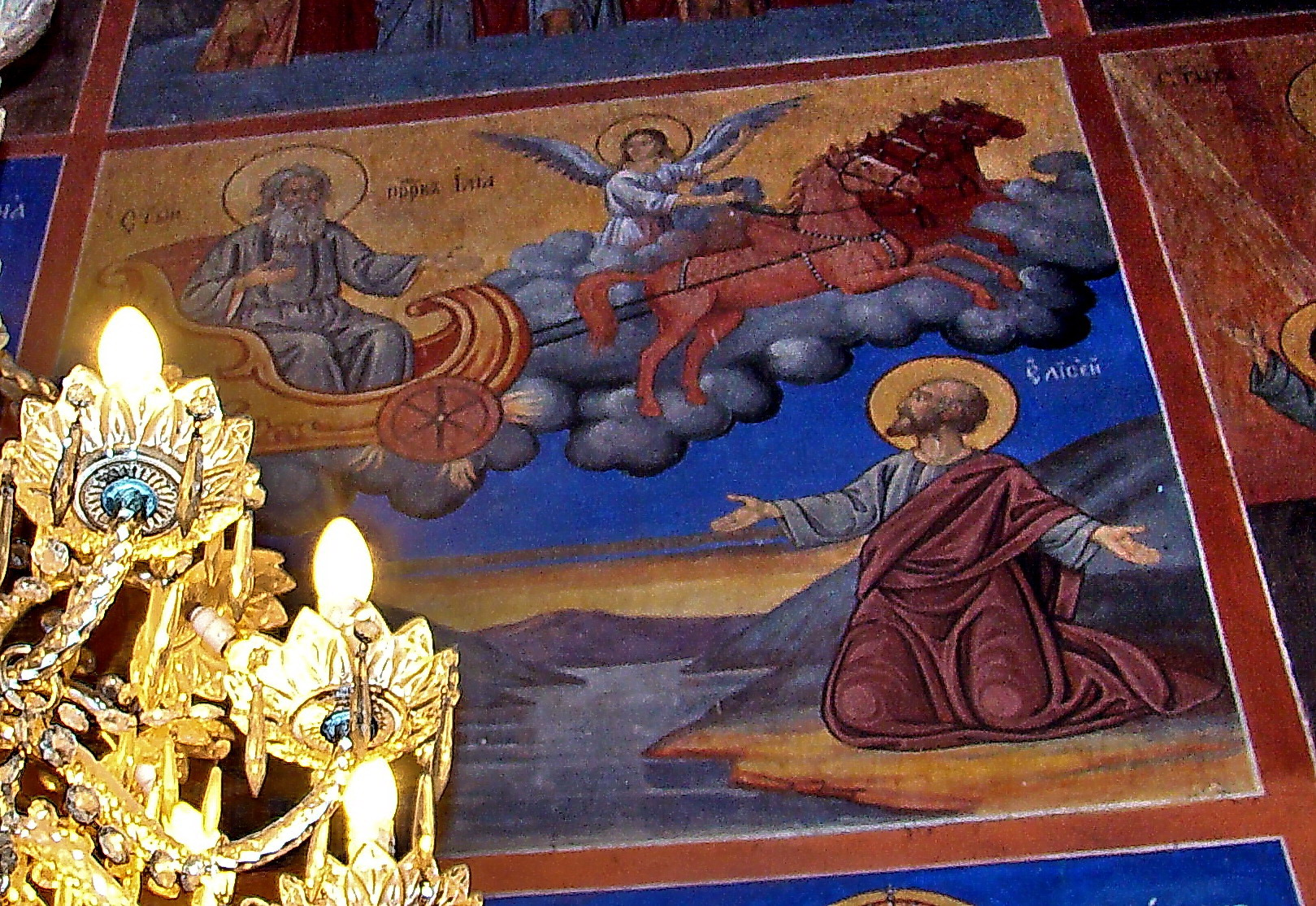
Kronleuchter und Fresko
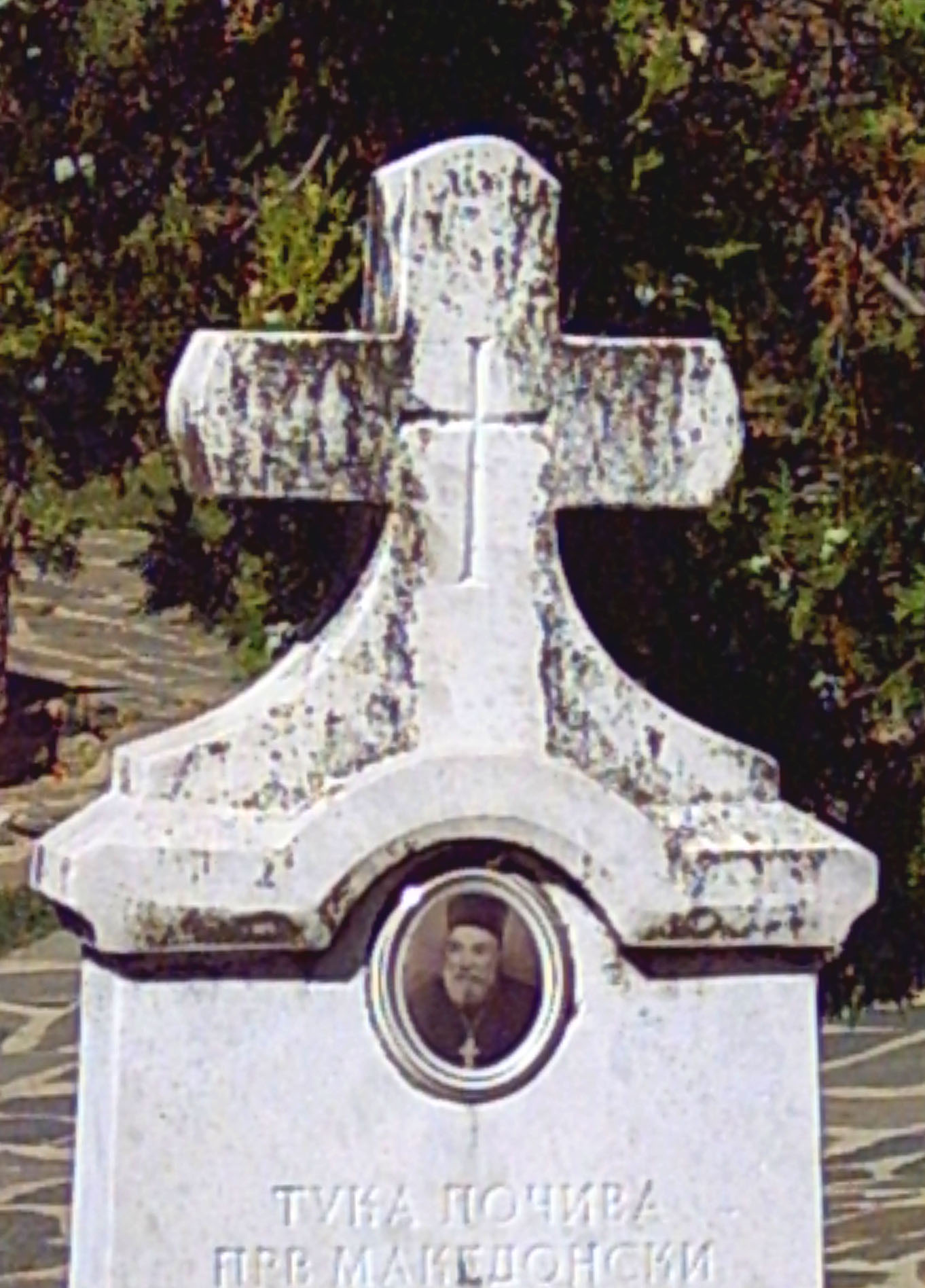
Klosterfriedhof
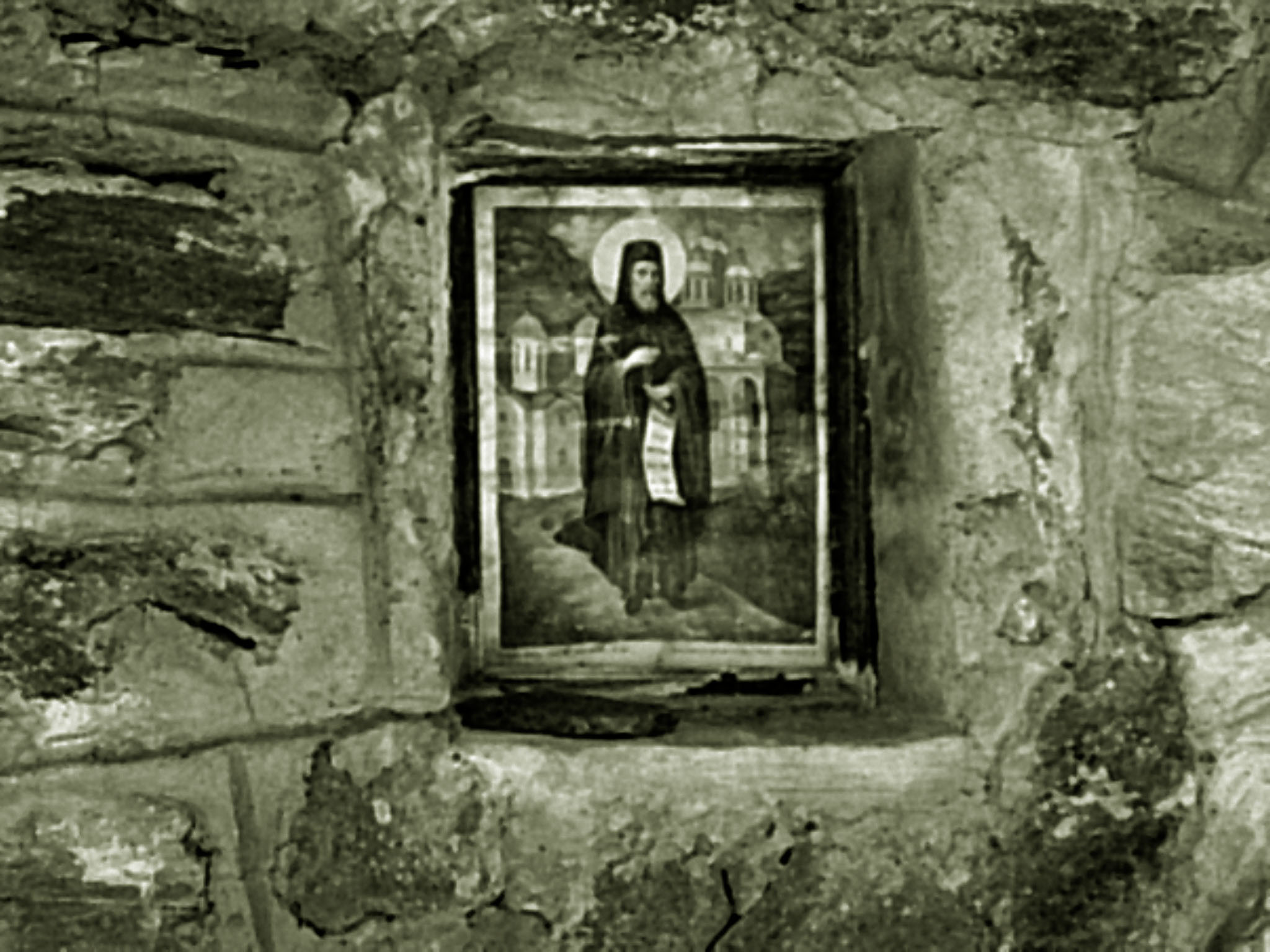
Ikone
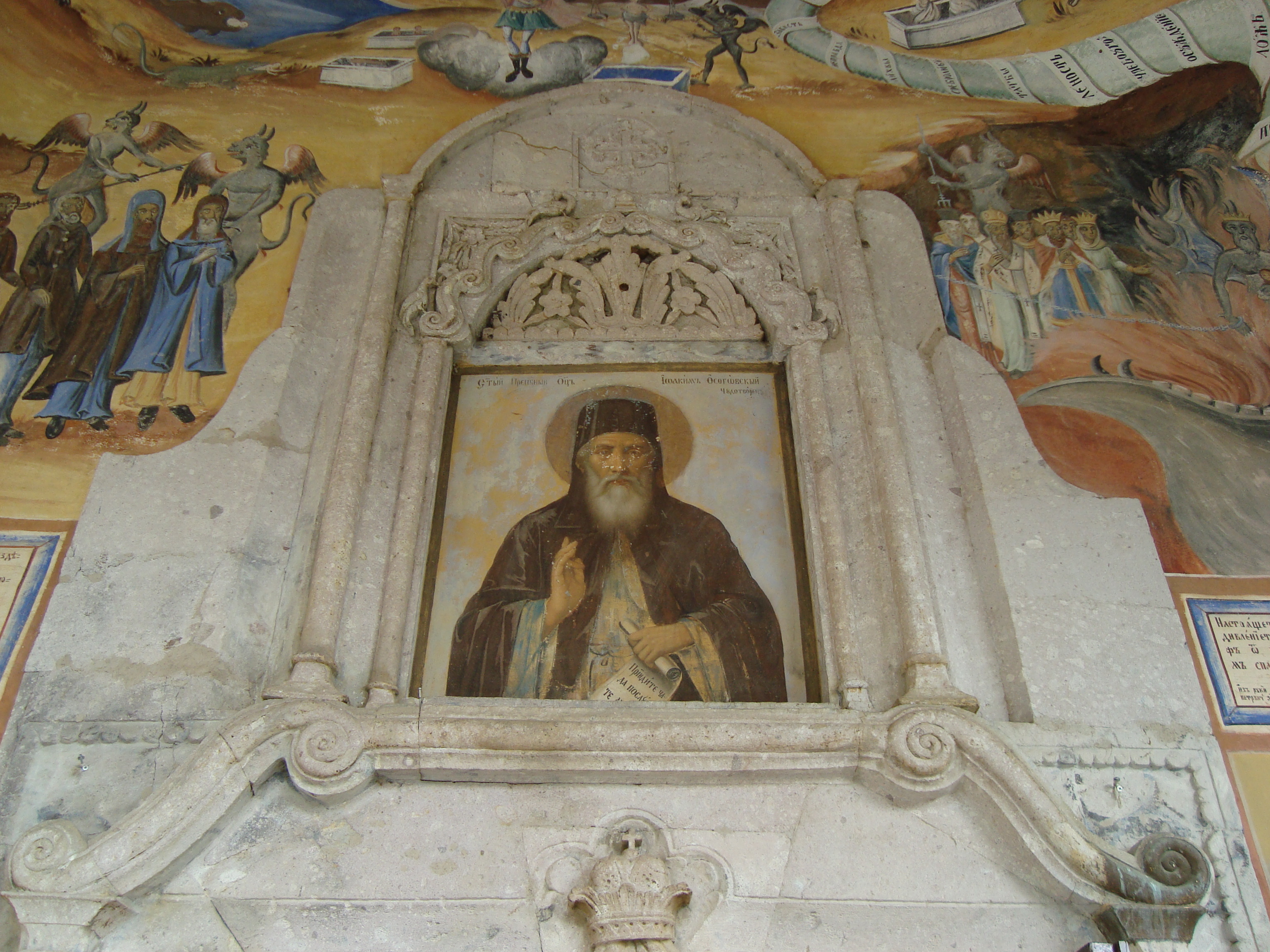
Fresko des Heiligen Joachim von Osogovo